# Abel Huntington
Abel Huntington (* 21. Februar 1777 in Norwich, Connecticut; † 18. Mai 1858 in East Hampton, New York) war ein US-amerikanischer Arzt und Politiker. Zwischen 1833 und 1837 vertrat er den Bundesstaat New York im US-Repräsentantenhaus.

## Werdegang
Abel Huntington wurde ungefähr zwei Jahre nach dem Ausbruch des Unabhängigkeitskrieges in Norwich geboren und wuchs dort auf. Er besuchte die öffentlichen Schulen seiner Heimat. Seine Familie zog später nach East Hampton, wo er bei seinem Vater Medizin studierte. Als Arzt praktizierte er dann in ganz Long Island und wurde nach seinem Vater der Gerichtsmediziner in Suffolk County. 1816 wurde er zum Surgeon im 18. Milizregiment von New York ernannt. Huntington verfolgte auch eine politische Laufbahn. Er trat im Jahr 1820 als Wahlmann (Presidential Elector) bei der Präsidentschaftswahl auf und saß 1822 im Senat von New York. Dann war er zwischen 1829 und 1832 als Town Supervisor von East Hampton tätig. Politisch gehörte er der Jacksonian-Fraktion an.
Bei den Kongresswahlen des Jahres 1832 wurde Huntington im ersten Wahlbezirk von New York in das US-Repräsentantenhaus in Washington, D.C. gewählt, wo er am 4. März 1833 die Nachfolge von James Lent antrat. Nach einer erfolgreichen Wiederwahl 1834 verzichtete er auf eine dritte Kandidatur im Jahre 1836 und schied am 3. März 1837 aus dem Kongress aus. Als Kongressabgeordneter war er zwischen 1835 und 1837 Vorsitzender des Committee on Revisal and Unfinished Business.
Huntington war im Jahr 1844 wieder als Town Supervisor von East Hampton tätig. Im folgenden Jahr wurde er Zolleinnehmer (collector of customs) in Sag Harbor, eine Stellung, die er bis 1849 innehatte. In dieser Zeit nahm er 1846 als Delegierter an der verfassunggebenden Versammlung von New York teil. Darüber hinaus war er auch lange Zeit Präsident des Verwaltungsrats der Clinton Academy. Er verstarb am 18. Mai 1858 in East Hampton und wurde dann auf dem South End Cemetery beigesetzt. Sein Enkel war George Huntington, ein berühmter Arzt und Forscher, der als Erster die Nervensystemerkrankung Chorea Huntington identifizierte, die später nach ihm benannt wurde.